# Маса Сан Никола (Месина)
Маса Сан Никола је насеље у Италији у округу Месина, региону Сицилија.
Према процени из 2011. у насељу је живело 7 становника. Насеље се налази на надморској висини од 188 м.